# Angelo Mazzi
Angelo Mazzi (Villa d'Almè, 23 aprile 1841 – Bergamo, 21 novembre 1925) è stato uno storico, bibliotecario e politico italiano.

## Biografia
Nato da Giambattista e Anna Maria Mazzoleni, famiglia di probabili origini venete. Condusse gli studi universitari a Padova dal 1859, sotto la guida particolare di Giuseppe De Leva.
Dal 1869 al 1890 fu in vari periodi sindaco e membro del Consiglio Comunale e della Giunta di Villa d'Almè.
Dal 1891 circa iniziò ad essere attivo nella  Biblioteca Angelo Mai, della quale fu poi direttore dal 1898 fino alla sua morte venendo sostituito da monsignor Giuseppe Locatelli. Collaborò occasionalmente alla rivista Bergamo o sia Notizie Patrie.
Fu autore di numerosi saggi e articoli di storia medioevale di Bergamo e della Lombardia.

## Opere principali
- L'antico Palazzo del Comune di Bergamo. Cenni storici, Bergamo, Pagnoncelli, 1869
- Alcune indicazioni per servire alla topografia di Bergamo nei secoli IX e X abbozzate da A. M., Bergamo, Pagnoncelli, 1870
- Le vie Romane militari nel territorio di Bergamo, Parte I, Bergamo. Pagnoncelli, 1875
- Le vie Romane militari nel territorio di Bergamo, Parte II e Appendice alla Parte II, Bergamo, Pagnoncelli, 1875-1876
- Perelassi (Ricerche sull'anfiteatro Romano in Bergamo) con tavola topografica, Bergamo, Pagnoncelli, 1876
- Il Sextarius Pergami. Saggio di ricerche metrologiche, Bergamo, Pagnoncelli, 1877
- Corografia Bergomense nei secoli VIII, IX e X, Bergamo, Pagnoncelli, 1880
- La convenzione monetaria del 1254 ed il denaro imperiale di Bergamo del secolo XIII, Bergamo, Pagnoncelli, 1882
- I martiri della Chiesa di Bergamo (Proiettizio, Asteria, Giovanni, Giacomo, Domno, Domneone ed Eusebia), Bergamo, Pagnoncelli, 1883
- Le vicinie di Bergamo. Con tavola topografica dei Quartieri e delle Vicinie, Bergamo, Pagnoncelli, 1884
- Il Piede Liprando e le Misure di Garlenda. Lettere tre al sig. Dottore Cav. Carlo Dell'Acqua con una Appendice di Aggiunte e Correzioni al Sextarius Pergami, Bergamo, Pagnoncelli, 1885
- Studi Bergomensi, Bergamo, Pagnoncelli, 1888
- Ancora Il Perelassi. Lettera al conte comm. O. B. Camozzi Vertova, Bergamo, Pagnoncelli, 1889
- L'atto del 23 giugno 1233 e la misura delle acque in Bergamo, Bergamo, Pagnoncelli, 1891
- Note Suburbane, con una Appendice sui Mille homines Pergami del 1156, Bergamo, Pagnoncelli, 1892
- Lo Statuto di Bergamo del 1263, Bergamo, Mariani, 1902
- Il beato Venturino da Bergamo. Appunti, Bergamo, Bolis, 1905
- Il Castello e la Bastia di Bergamo. Per la Festa del Natale di Roma 21 aprile 1913, Bergamo, Istituto Italiano d'Arti Grafiche, 1913
- Leonardo da Vinci nella Guerra di Luigi XII contro la Repubblica Veneta. Nota Cronologica, Bergamo, Bolis, 1914
- Alcuni appunti sulla Basilica di S. Maria Maggiore di Bergamo (in collaborazione con E. Fornoni), Bergamo, Bolis, 1920
- Sul diario di Castellus de Castello, Bergamo, Istituto Italiano d'Arti Grafiche, 1925